# Mala Milešina
Mala Milešina falu Muć községben Horvátországban Split-Dalmácia megyében.

## Fekvése
Split központjától légvonalban 27, közúton 46 km-re északra, községközpontjától légvonalban 7, közúton 9 km-re északra, a Dalmát Zagora központi részén, a Moseć és a Svilaja hegységek között fekszik.

## Története
A település neve a régi horvát Mileša személynévből származik, mely azt jelenti, hogy ez a hely egykor egy ilyen nevű személy birtoka volt. Területe a középkorban az ősi zminai plébánia része volt. A török uralom alóli felszabadulást követően a 17. század végén a rámai ferencesek által hozott, Boszniából és Hercegovinából érkezett katolikus horvátokkal telepítették be. A 18. században hívei már az ogorjei plébániához tartoztak és tartoznak ma is. 1797-ben a Velencei Köztársaság megszűnésével a település a Habsburg Birodalom része lett. 1806-ban Napóleon csapatai foglalták el és 1813-ig francia uralom alatt állt. Napóleon bukása után ismét Habsburg uralom következett, mely az első világháború végéig tartott. 1900-ig lakosságát a szomszédos Velika Milešinával együtt számlálták. A régi településnek Milešine volt a neve és csak 1910-től számít külön Mala- és Velika (azaz kis és nagy) Milešinának. A falunak 1910-ben 153 lakosa volt. Az első világháború után rövid ideig az Olasz Királyság, ezután a Szerb-Horvát-Szlovén Királyság, majd Jugoszlávia része lett. A második világháború idején olasz csapatok szállták meg. A háború után a település a szocialista Jugoszlávia része lett. 1991-től a független Horvátországhoz tartozik. Lakossága 2011-ben 21 fő volt.

## Lakosság
| Lakosság változása | Lakosság változása | Lakosság változása | Lakosság változása | Lakosság változása | Lakosság változása | Lakosság változása | Lakosság változása | Lakosság változása | Lakosság változása | Lakosság változása | Lakosság változása | Lakosság változása | Lakosság változása | Lakosság változása | Lakosság változása |
| ------------------ | ------------------ | ------------------ | ------------------ | ------------------ | ------------------ | ------------------ | ------------------ | ------------------ | ------------------ | ------------------ | ------------------ | ------------------ | ------------------ | ------------------ | ------------------ |
| 1857               | 1869               | 1880               | 1890               | 1900               | 1910               | 1921               | 1931               | 1948               | 1953               | 1961               | 1971               | 1981               | 1991               | 2001               | 2011               |
| 0                  | 0                  | 0                  | 0                  | 0                  | 153                | 153                | 180                | 152                | 130                | 112                | 86                 | 64                 | 19                 | 26                 | 21                 |

(1900-ig lakosságát Velika Milešinával együtt számlálták Milešine név alatt.)